# Филипович, Филип
Фи́лип Фили́пович (серб. Филип Филиповић, 2 мая 1987, Белград, Сербия) — сербский ватерполист, игрок ватерпольного клуба «Сольнок» и сборной Сербии. Олимпийский чемпион (2016), бронзовый медалист Олимпийских игр 2008 в Пекине и Олимпийских игр 2012 в Лондоне. Двукратный чемпион мира, шестикратный чемпион Европы, чемпион мира среди юниоров (2003, 2005), четырёхкратный чемпион Европы среди юниоров (2002, 2004, 2005, 2006). Сыграл 367 матчей за сборную и забил 643 гола.

## Достижения
Клубные
- Чемпион Союзной Республики Югославия: 2001/02
- Обладатель Кубка Союзной Республики Югославия: 2001/02
- Чемпион Сербии: 2006/07, 2007/08, 2008/09
- Обладатель Кубка Сербии: 2006/07, 2007/08, 2008/09
- Чемпион Италии: 2009/10, 2010/11, 2011/12, 2014/15, 2015/16, 2016/17, 2017/18, 2018/19
- Обладатель Кубка Италии: 2009/10, 2010/11, 2014/15, 2015/16, 2016/17, 2017/18, 2018/19
- Чемпион Венгрии: 2020/21
- Победитель Евролиги: 2009/10, 2011/12, 2014/15
- Обладатель Суперкубка ЛЕН: 2010, 2015
- Обладатель Кубка Европы ЛЕН: 2012/13, 2020/21
- Победитель Адриатической лиги: 2011/12

Личные
- Лучший ватерполист мира по версии ФИНА: 2011, 2014
- Лучший ватерполист Европы по версии ЛЕН: 2009, 2014, 2016, 2018
- Лучший ватерполист мира по версии журнала Swimming world: 2016
- Лучший спортсмен 2016 года по версии Олимпийского комитета Сербии
- Лучший бомбардир летних Олимпийских игр 2016 года (19 голов в 8 матчах)
- Лучший бомбардир чемпионата мира 2009 года (20 голов в 7 матчах)
- MVP летних Олимпийских игр 2016 года, чемпионата мира 2011 года, чемпионата Европы 2018 года и Мировой лиги 2019 года